# Station Hockai
Station Hockai is een voormalig spoorwegstation langs spoorlijn 44 in het dorpje Hockai in de Belgische provincie Luik. Het station werd in 1959 gesloten voor reizigersverkeer maar had daarna nog een tiental jaren goederenverkeer.
0,0: Pepinster ·
0,7: Pepinster-Cité ·
1,6: Pepinster-Chinheid ·
3,2: Juslenville ·
3,8: Theux-Marie-Louise ·
4,2: Theux ·
5,0: Theux-Centre ·
5,6: Franchimont ·
7,4: La Reid ·
9,6: Marteau ·
11,2: Spa ·
12,5: Spa-Géronstère ·
15,2: Nivezé ·
19,8: Sart-lez-Spa ·
23,7: Hockai ·
27,3: Francorchamps ·
36,8: Stavelot